# Спортивна гімнастика на літніх Олімпійських іграх 2008 — Кільця (чоловіки)
Змагання у  вправах на кільцях у рамках турніру зі спортивної гімнастики на літніх Олімпійських іграх 2008 року відбулись 18 серпня 2008 року в Пекінському державному палаці спорту.

## Медалісти
| Золото         | Срібло            | Бронза                       |
| Ян Вей · Китай | Чень Ібін · Китай | Олександр Воробйов · Україна |

## Фінал
| Місце | Гімнаст                       | Складність | Виконання | Штраф | Сума   |
| ----- | ----------------------------- | ---------- | --------- | ----- | ------ |
|       | Чень Ібін (CHN)               | 7.300      | 9.300     |       | 16.600 |
|       | Ян Вей (CHN)                  | 7.500      | 8.925     |       | 16.425 |
|       | Олександр Воробйов (UKR)      | 7.200      | 9.125     |       | 16.325 |
| 4     | Андреа Копполіно (ITA)        | 7.100      | 9.125     |       | 16.225 |
| 5     | Денні Пінхейро Родрігес (FRA) | 7.500      | 8.725     |       | 16.225 |
| 6     | Маттео Моранді (ITA)          | 7.100      | 9.100     |       | 16.200 |
| 7     | Роберт Станеску (ROU)         | 7.000      | 8.825     |       | 15.825 |
| 8     | Йордан Йовчев (BUL)           | 6.800      | 8.725     |       | 15.525 |

## Кваліфіковані гімнасти
| Місце | Гімнаст                       | Складність | Виконання | Штраф | Сума   |
| ----- | ----------------------------- | ---------- | --------- | ----- | ------ |
| 1     | Чень Ібін (CHN)               | 7.300      | 9.225     |       | 16.525 |
| 2     | Йордан Йовчев (BUL)           | 7.300      | 8.975     |       | 16.275 |
| 3     | Олександр Воробйов (UKR)      | 7.200      | 9.050     |       | 16.250 |
| 4     | Ян Вей (CHN)                  | 7.300      | 8.925     |       | 16.225 |
| 5     | Маттео Моранді (ITA)          | 7.100      | 8.925     |       | 16.025 |
| 6     | Андреа Копполіно (ITA)        | 6.800      | 9.175     |       | 15.975 |
| 7     | Денні Пінхейро Родрігес (FRA) | 7.200      | 8.600     |       | 15.800 |
| 8     | Роберт Станеску (ROU)         | 7.000      | 8.750     |       | 15.750 |